# Herward Koppenhöfer
Herward Koppenhöfer (* 25. Mai 1946 in Weidenthal) ist ein ehemaliger deutscher Fußballspieler, der in der Bundesliga für die Vereine 1. FC Kaiserslautern (117/1), FC Bayern München (71/0), VfB Stuttgart (5/0), Kickers Offenbach (13/0) und Hertha BSC (7/0) insgesamt 213 Ligaspiele (1 Tor) absolviert hat.

## Karriere
Nach seiner Jugendzeit beim FC Wacker Weidenthal, dem in der gleichnamigen Ortsgemeinde im damaligen Landkreis Neustadt an der Weinstraße ansässigen Fußballverein, erhielt Koppenhöfer einen Profi-Vertrag beim Bundesligisten 1. FC Kaiserslautern, für den er in der Bundesliga am 16. Oktober 1965 (8. Spieltag) beim torlosen Unentschieden im Heimspiel gegen den SC Tasmania 1900 Berlin erstmals zum Einsatz kam. Neben dem unbekannten Amateur aus Weidenthal hatte der FCK auch noch die Spieler Otto Geisert, Uwe Klimaschefski und Manfred Rummel neu unter Vertrag genommen, gleichfalls Gyula Lóránt als Trainer. In der FCK-Chronik ist über die Debütrunde von Koppenhöfer notiert: „Auf seiner Position als Verteidiger zählte der junge Herward Koppenhöfer zu den Lichtblicken dieser Saison“. In seiner BL-Debütrunde erlebte er auch als Aktiver das „Skandalspiel“ mit vier Platzverweisen am 23. April 1966 bei einer 1:2-Heimniederlage gegen den FC Bayern München. Schiedsrichter Horst Herden aus Hamburg stellte die Spieler Jürgen Neumann, Uwe Klimaschefski und Willi Wrenger vom FCK vom Platz und auf Seiten des FC Bayern deren Halbstürmer Dieter Koulmann. Koppenhöfer agierte als rechter Verteidiger und hatte es in den meisten Zweikämpfen mit Kurt Kroiß zu tun gehabt. Die Runde 1965/66 endete für den FCK am 28. Mai 1966 mit einer 1:4-Auswärtsniederlage beim VfB Stuttgart und Koppenhöfer war in 23 Bundesligaspielen zum Einsatz gekommen. Am 18. Mai hatten die „Roten Teufel“ mit 3:4 das Halbfinalspiel um den DFB-Pokal in der Wedau gegen den Meidericher SV verloren. Vor Torhüter Wolfgang Schnarr hatte Koppenhöfer mit Roland Kiefaber das Verteidigerpaar gegen die MSV-Flügelspieler Carl-Heinz Rühl und Rudolf Schmidt gebildet.
Sein erstes Profi-Tor erzielte er am 3. September 1966 (3. Spieltag) beim 5:2-Sieg im Heimspiel gegen Rot-Weiss Essen mit dem Treffer zum zwischenzeitlichen 2:1 in der 42. Minute – sein einziges Tor im bezahlten Fußball (abgesehen vom Eigentor am 8. Dezember 1973 (17. Spieltag) bei der 1:2-Niederlage mit Kickers Offenbach im Auswärtsspiel gegen den SC Fortuna Köln). Für die „Pfälzer“ absolvierte er zudem elf Vereinspokalspiele.
Koppenhöfer absolvierte von 1967 bis 1969 auch fünf Länderspiele für die U-23-Nationalmannschaft, wobei er am 3. Mai 1967 in Mönchengladbach beim 3:1-Sieg gegen die Auswahl der Tschechoslowakei vor Torhüter Norbert Nigbur neben Heinz Wittmann als Verteidiger debütierte. Es folgten Einsätze gegen Rumänien (1:1 am 22. November 1967 in Saarbrücken), England (0:1 am 3. Juni 1968 in Kassel), Österreich (2:2 am 7. Mai 1969 in Graz) und Rumänien (1:2 am 24. September 1969 in Bukarest).
Von 1969 bis 1972 spielte er beim aufstrebenden FC Bayern München, wohin er geholt wurde, um den alternden Rechtsverteidiger und „Adler von Giesing“ Werner Olk zu ersetzen. Die Stammverteidigung des FC Bayern bildeten Torhüter Sepp Maier, Koppenhöfer, Franz Beckenbauer, Georg Schwarzenbeck und Peter Pumm. Der Meister des Jahres 1969 erreichte hinter Borussia Mönchengladbach den 2. Rang und löste im März 1970 den Vertrag von Trainer Branko Zebec auf und ersetzte ihn durch Udo Lattek. Mit der bewährten Defensivformation waren die Bayern auch im Europapokal der Meister gegen den AS St. Etienne angetreten. Im Hinspiel in München setzte sich der Gastgeber mit 2:0 durch, verlor aber überraschend am 1. Oktober 1969 das Rückspiel mit 0:3 und schied damit in der ersten Runde des Wettbewerbs aus. Den ersten Titel gewann Koppenhöfer mit dem FC Bayern zunächst mit dem DFB-Pokal 1970/71. Im Finale gegen den 1. FC Köln im  Neckarstadion von Stuttgart wurde er beim Stand von 1:1 von Schiedsrichter Ferdinand Biwersi aus Bliesransbach des Feldes verwiesen, nachdem er mit Hennes Löhr aneinandergeraten war. Bayern gewann dennoch 2:1 in der Verlängerung. Koppenhöfer war der erste, der einen Platzverweis in einem Pokalfinale erhalten hatte (Wolfgang Dremmler, ebenso vom FC Bayern, war im Jahr 1985 der zweite). In der Bundesliga wurde Koppenhöfer mit den Bayern 1970 und 1971 jeweils Vizemeister hinter Borussia Mönchengladbach und war in jenen Saisonen mit 29, bzw. 28 Partien Stammspieler. 1971/72, wo die Bayern Meister wurden, stand er aber in der Regel im Schatten des dänischen Nationalspielers Johnny Hansen und des jungen Paul Breitner und kam nur noch 14 Mal zum Zug.
Er wirkte auch insgesamt 14 Mal im DFB-Pokal-Wettbewerb mit. Im Europapokal der Landesmeister wurde er zweimal, im Europapokal der Pokalsieger dreimal und im UEFA-Pokal siebenmal eingesetzt.
Die Zeit ab der Saison 1972/73 war – verletzungsbedingt – von kurzzeitiger und wechselintensiver Natur: Fünf Punktspiele für den VfB Stuttgart, 13 Punkt- und drei DFB-Pokalspiele für Kickers Offenbach (ab 1. Januar 1973) und sieben Punktspiele für Hertha BSC (ab 1. Januar 1974). Sein Einsatz für Hertha BSC am 34. Spieltag, den 18. Mai 1974, bei einer 1:2-Auswärtsniederlage beim VfL Bochum, beendete seine Aktivität in der 1. Bundesliga. Gemeinsam mit Thomas Zander, Hans Weiner, Ludwig Müller und Michael Sziedat hatte er dabei die Defensive der Herthaner gebildet, welche den 8. Platz erreicht hatten. Am 7. beziehungsweise 13. Mai hatte Koppenhöfer auch noch in den zwei internationalen Freundschaftsspielen gegen die israelische Nationalmannschaft (1:1) und im Nou Camp gegen den FC Barcelona (3:5) an der Seite von Erich Beer, Erwin Hermandung und Lorenz Horr mitgewirkt.
Seine Profikarriere endete in der 2. Bundesliga Süd  nachdem der dortige Trainer Uwe Klimaschefski, mit dem er in Kaiserslautern zusammenspielte, Kontakt aufnahm. Nach zwei Jahren und 57 Spielen für den 1. FSV Mainz 05 am 12. Juni 1976 (38. Spieltag) mit einer 1:7-„Klatsche“ beim FC 08 Homburg. Die Mainzer verzichteten aus wirtschaftlichen Gründen freiwillig auf die Zweitligalizenz und zogen sich in die Amateurliga Südwest zurück. Im Amateurfußball spielte Koppenhöfer noch bis 1982 für die Mainzer und wurde mit ihnen 1978 unter Trainer Horst Hülß Meister der Amateurliga Südwest und 1981 unter Trainer Herbert Dörenberg Südwestmeister. Da die 2. Bundesliga auf eine Staffel reduziert wurde, gab es nach dieser Saison keine Aufsteiger aus den Oberligen. Meister Mainz 05 blieb somit ein Aufstieg verwehrt. Infolge einer Leistenverletzung musste er im Januar 1981 seine Karriere aufgeben und beendete mit der Einwechslung am 25. Januar 1981 bei einem 3:0-Heimerfolg gegen ASC Dudweiler seine Ligaaktivität bei Nullfünf.
Im Spielerlexikon wird seine Spielweise so beschrieben: „Ein eher rechts als links spielender Außenverteidiger, im Alter ein Libero. Er war ein verbissener Zweikämpfer, Dauerbrenner und Dauerläufer, aber auch ein spielerisch guter Mann.“
Am Ende ließ er sich in Bodenheim südlich von Mainz nieder. Dennoch fühlt er sich dem FC Bayern am nächsten verbunden, da die ihn immer noch ins Vereinsgeschehen einbinden und auch mit Karten für ihre Spiele ausstatten.

## Erfolge
- Deutscher Meister 1972
- DFB-Pokal-Sieger 1971
- Meister der Amateurliga Südwest 1978
- Südwestmeister 1981